# СС пръстен на честта
СС пръстен на честта, неофициално наричан пръстен Тотенкопф (Totenkopf, пръстен „Мъртвешка глава“), е награда на СС на Хайнрих Химлер. Тя не е част от официалните награди.

## История
Първоначално пръстенът е представен от висшите офицери на старата гвардия (които наброяват по-малко от 5000 души), които са показали необикновена смелост и ръководни умения в битка. Допълнително изискване е чистото дисциплинарно досие. Последвало провинение означава носителят да върне пръстена. До 1939 година, като се пренебрегнат дисциплинарните случаи, той е достъпен за всеки офицер с над три години служба в СС, а през Втората световна война на целия офицерски състав на СС. Включително Вафен-СС и Гестапо.
На 17 октомври 1944 година производството на пръстените от Гар и Ко. от Мюнхен е спряно поради увеличения икономически стрес в последните фази на войната. Пръстените са от сребро. Общо 14 500 са направени. Изработват се на две половини с името на получателя и кратък надпис, след което се съединяват.
В допълнение всеки награден получава стандартно писмо от Химлер, в което се описва значението на пръстена. Името на получателя и дата на връчване се добавят към писмото.

## Дизайн
Пръстенът има череп и кръстосани кости в горната си част. Черепът (на немски: Totenkopf) е традиционен символ на СС, взет е от бивши германски и пруски военни части от миналото. Върху пръстена се намират още и Арманенски руни. Двете Зиг руни са символ на СС, докато руната Хагал е символизирала вярата и приятелството, които са идеализирани от лидерите на организацията. Добавена е и Свастиката като друг символ на силата на Арийската раса.
Символът Heilszeichen (символ на спасението), който се намира в задната част на пръстена е по-скоро творение на СС дизайнерите отколкото историческа руна. Той символизира всички идеали на СС, от приятелството до тяхната вяра, че всеки член на СС трябва да жертва всичко за своите братя.
От вътрешната страна на пръста е гравирано името на носителя, инициал последван от фамилията му, датата на получаване и точно копие на подписа на Химлер, плюс съкращението S Lb (означава Seinem Lieben или „Неговия многообичан“). Наградените с пръстена получават и специална кутия декорирана със СС руните, за съгранение и пренасяне.

## Следвоенна история
В края на войната Химлер, който вижда пръстена като символ на всичко, в което вярва, запечатва останалите пръстени в планината в близост до замъка Вевелсбург. Сегашното им местоположение е неизвестно.
Всички пръстени се връщат на Химлер след смъртта на приносителя или след напускане на СС. Те са се пазели във Вевелсбург в памет на човека, който го е носил. До януари 1945 година, 64% от 14 500 произведени пръстена са върнати на Химлер.
Смята се, че 3500 пръстена са достигнали до днешни дни. Считат се за много рядък, колекционерски предмет.